# Юридичний факультет Санкт-Петербурзького університету
Юридичний факультет Санкт—Петербурзького університету (офіційна назва в теперішній час Юридичний факультет Санкт-Петербурзького державного університету) —– освітній та науковий підрозділ, найстаріший юридичний факультет та один з найбільших дослідницьких центрів у Росії.

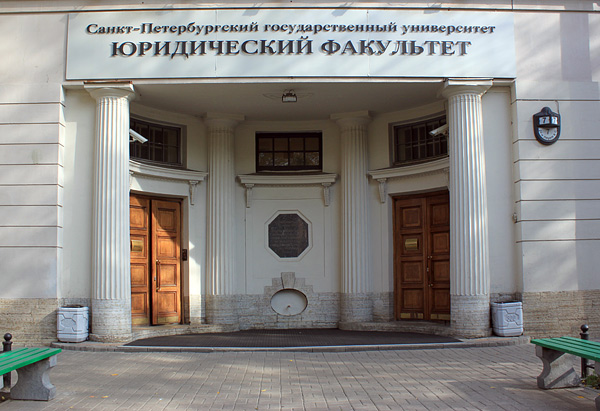
Вхід до корпусу факультету

## Історія
28 січня (8 лютого) 1724 року Петром І заснована у Санкт-Петербурзі Академія наук та одночасно з нею Академічний університет, в якому планувалося також і впровадження юридичної освіти. Проте Академічний університет фактично перестав існувати 1766 року. Університет у Санкт-Петербурзі разом з відділенням філософських і юридичних наук (майбутнім юридичним факультетом) на постійній основі відновлений 8 лютого 1819 року на базі Головного педагогічного інституту. У 1819 — 1833 роках факультет називався відділенням філософських і юридичних наук (1819 — 1821), філософсько-юридичним факультетом (1821 — 1833), а від 1833 року — юридичним факультетом.

## Структура факультету
До структури факультету на сьогоднішній час входять десять кафедр:
- 1) кафедра державного та адміністративного права
- 2) кафедра цивільного права
- 3) кафедра цивільного процесу
- 4) кафедра комерційного права
- 5) кафедра міжнародного права
- 6) кафедра правової охорони довкілля
- 7) кафедра теорії та історії держави і права
- 8) кафедра трудового права і охорони праці
- 9) кафедра кримінального права
- 10) кафедра кримінального процесу та криміналістики [6].

## Відомі викладачі

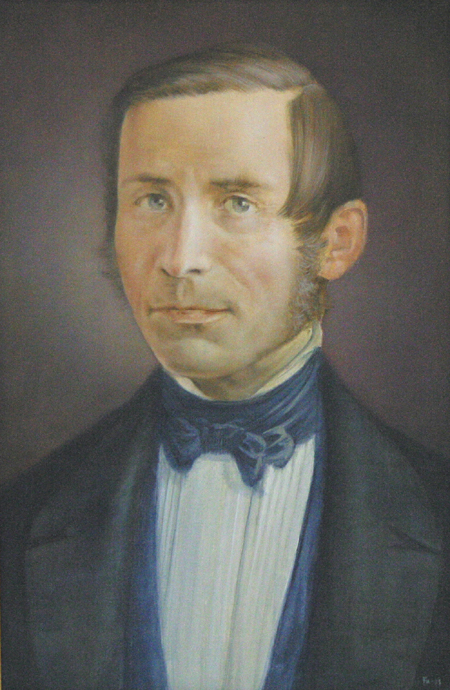
Енциклопедист і філософ права К. О. Неволін

- Балудянський (Балугьянський) Михайло Андрійович
- Кукольник Василь Григорович
- Лодій Петро Дмитрович
- Коні Анатолій Федорович

### Теоретики та філософи права
- Неволін Костянтин Олексійович
- Редькін Петро Григорович
- Чичерін Борис Миколайович
- Коркунов Микола Михайлович
- Петражицький Лев Йосипович

### Романісти (римське право)
- Дорн Лудольф Борисович[ru]
- Грімм Давид Давидович[ru]

### Цивілісти
- Кавелін Костянтин Дмитрович
- Іоффе Олімпіад Соломонович[ru]
- Толстой Георгій Кирилович
- Мусін Валерій Абрамович[ru]

### Криміналісти
- Спасович Володимир Данилович
- Таганцев Микола Степанович
- Чубинський Михайло Павлович

### Процесуалісти (кримінальний процес)
- Фойницький Іван Якович (також відомий як фахівець з матеріального кримінального права та кримінології)

### Процесуалісти (цивільний процес)
- Гольмстен Адольф Християнович[ru]
- Чечіна Надія Олександрівна

## Відомі випускники
- Донцов Дмитро Іванович
- Птуха Михайло Васильович
- Таубе Михайло Олександрович
- Врубель Михайло Олександрович
- Позен Леонід Володимирович
- Реріх Микола Костянтинович
- Самоквасов Дмитро Якович
- Спасович Володимир Данилович
- Чубинський Павло Платонович
- Яснопольський Леонід Миколайович
- Мартенс Федір Федорович
- Александренко Василь Никифорович
- Керенський Олександр Федорович
- Петеріс Стучка
- Юшков Серафим Володимирович
- [[]] та багато інших.